# Philip e gli altri
Philip e gli altri (in olandese Philip en de anderen) è il romanzo di esordio dello scrittore olandese Cees Nooteboom, pubblicato nel 1955 in prima edizione olandese e nel 2005 in prima edizione italiana.

## Descrizione
Philip e gli altri è il primo romanzo di Cees Nooteboom pubblicato nel 1955 dall'editore di Amsterdam Querido, dove lo scrittore fu presentato da Max Dendermonde, che aveva letto parti del manoscritto. Un'anteprima fu pubblicata nel De Groene Amsterdammer del 5 novembre 1955. Tra il 1956 e il 1987 il libro fu ristampato sei volte da Querido, di cui tre nella serie Salamander. Nel 1981 ne è stata pubblicata un'edizione da De Arbeiderspers.

## Genesi e tematiche
Nooteboom, in seguito ad un conflitto con il patrigno, andò a vivere da solo e lavorò per un po' in banca. Nel 1953 intraprese un lungo viaggio in autostop, in parte in compagnia di Philip Mechanicus. Arrivò in Scandinavia, nel sud della Francia e in Italia. Nel corso dell'anno successivo mise su carta le sue esperienze in forma romanzata, prima nella sala di lettura della biblioteca pubblica di Hilversum, poi in una mansarda con Paula van den Berg-Everse, membro del circolo letterario Zeister. Il titolo scelto è un po' laconico ed intende creare una distinzione tra Filippo, il personaggio principale, e i personaggi che lo circondano. Filippo tuttavia sembra un personaggio senza storia e che dipende completamente da questi altri. La storia di Filippo è plasmata lsulla sua storia personale e sulla sua visione del mondo. Quando arrivò per la prima volta a casa di suo zio aveva dieci anni e non conosceva nulla del mondo. Entrando in contatto con gli altri lo conoscerà e si costruirà un'identità.
Per Filippo è fondamentale la ricerca della felicità perfetta, connessa all'idea che essa non sia di questo mondo. L'immagine della ragazza cinese, che Filippo insegue nel libro e che alla fine deve lasciare andare, simboleggia questo. Lo zio di Filippo, Alessandro, ha risvegliato il desiderio di felicità del ragazzo con una sua storia in cui racconta del Paradiso in modo platonico, cioè di uno stato di beatitudine irraggiungibile per l'uomo ma al quale ci si può avvicinare. Il mondo visibile non è l'unico, perché accanto ad esso c'è un paradiso. In cosa consista esattamente questo non è spiagato ma si suggerisce che possa essere raggiunto solo attraverso l'immaginazione e sia quindi sostanzialmente irreale. Non è un caso che il romanzo contenga numerosi riferimenti ad Hans Lodeizen, noto poeta olandese morto nel 1950.

## Trama
Filippo e gli altri è composto da un primo libro, diviso in due capitoli, e da un secondo libro, suddiviso in cinque capitoli di lunghezza disuguale, che varia dalle nove alle 32 pagine. Contiene due citazioni: un verso di Constantijn Huygens e uno di Paul Eluard. È preceduto dalla dedica Pour Nicole et pour notre ami aux cheveux gris. Nicole è la francese Nicole Bouillon, che Nooteboom ha incontrato nella città danese di Krusaa. Viaggiarono insieme per un po' e in seguito si sviluppò una fitta corrispondenza tra i due.
- Primo libro
  - I capitolo - Philip Emmanuel Vanderley, dieci anni, fa visita per la prima volta al suo vecchio ed eccentrico zio Antonin Alexander nella sua villa a Het Gooi. Alexander gli fa un regalo. Poiché Filippo non ha portato nulla con sé, per ricambiare taglia alcuni rami di rododendro nel giardino del vicino. Suo zio propone quindi di celebrare una festa. Poiché a Philip piace prendere l'autobus a tarda notte, prendono l'autobus per Loenen e Loosdrecht. A Loosdrecht si siedono in riva all'acqua, dove Alexander inizia a piangere piano. Tornato a casa suona Bach al clavicembalo, cosa che gli richiede un grande sforzo e lo porta in un'estasi tale da fargli credere che il compositore stesso sia lì. Poi Filippo va a dormire. Quando si sveglia la mattina dopo, i rododendri sono nell'armadio accanto al letto. La stanza contiene anche una serie di oggetti che fanno riferimento a un certo Paul Sweeloo, tra cui un diploma di nuoto e libri con una dedica a lui. C'è anche un grammofono con un disco di Wagner. Quando Philip ascolta il disco, suo zio irrompe nella stanza e lo spegne in fretta. In quel momento due bambini, un maschio e una femmina, stanno giocando per strada. Philip chiede se può giocare con loro. Il ragazzo non ne vuole sapere, perché Filippo ha i capelli di una ragazza. Allora gioca insieme alla ragazza, Ingrid, e con lei immagina di recarsi in Africa, un pezzo di terra desolata proprio dietro l'angolo. Per diventare amico di Ingrid, deve distrarre una commessa mentre lei ruba l'uva passa. Tornato a casa di suo zio, trova un biglietto con la scritta Tuo zio è un frocio. Filippo prende la valigia e fugge. Sei anni dopo, Filippo arriva per la seconda volta a casa di suo zio, ora per restare. Alexander lo riceve come al loro primo incontro: di nuovo chiede un regalo, di nuovo vanno a Loosdrecht in autobus e di nuovo lui suona il clavicembalo. Adesso condivide con Filippo anche la sua visione della vita: Siamo nati per diventare dei e per morire. La cosa è pazzesca. Secondo lo zio l'unica ragione dell'esistenza è tornare in paradiso e, anche se si rende conto che ciò è impossibile, non vuole smettere di lottare per riuscirci. La mattina dopo, lo zio Alexander parla di Paul Sweeloo. Era un bellissimo ragazzo meticcio che viveva con suo padre quarant'anni fa nella casa che ora è sua. Il ragazzo e l'uomo si incontrarono perché i rispettivi giardini erano adiacenti l'uno all'altro. Un giorno Paul disse che era il suo compleanno e chiese ad Alexander, insieme ai suoi amici, di venire a trovarlo. Come regalo preferiva i libri con una dedica per lui. Lo zio di Filippo andò alla festa di compleanno con una valigia piena di libri con dedica. Quando Paul e suo padre tornarono nelle Indie un mese dopo, comprò la casa e trovò i libri nella stanza. Dopo un soggiorno di due anni presso lo zio, Filippo gli chiede se poteva partire per la Francia. La mattina della sua partenza, sul comodino ci sono di nuovo dei rododendri e c'è una banconota da cento fiorini.[1]
  - II capitolo - Filippo raggiunge Arles in autostop. Lì incontra Jacqueline con la quale trascorre una serata ballando. Dopo il loro breve incontro lei non vuole vederlo mai più. Al cimitero viene avvicinato da Maventer, un ex monaco del coro benedettino che vuole raccontargli una storia e lo porta in uno sperduto villaggio provenzale. Lascia Philip nell'albergo del villaggio e promette di tornare. Anche qui Filippo visita il cimitero, dove trova il pastore. Questi gli racconta qualcosa di più sul passato di Maventer, soprattutto sulla sua curiosa relazione con la piccola marchesa Marcelle, una fantasiosa ragazza dal volto orientale che viveva in un castello vicino al villaggio. Quando Maventer ritorna, porta Philip al cimitero degli animali, il luogo in cui ha incontrato Marcelle per la prima volta. Racconta come lei costruisse costantemente un mondo immaginario basato su storie e situazioni da lei stessa create, in cui coinvolgeva anche lui. Philip si lascia trasportare dalle parole di Maventer e la immagina mentre scrive le lettere. Dopo aver vissuto per un po' nel castello con Marcelle, Maventer ruppe l'incantesimo e se ne andò. Dopo aver raccontato la sua storia porta Filippo a Digne.[1]
- Secondo libro
  - I capitolo - Philip continua il suo viaggio nella silenziosa speranza di trovare Marcelle. Per un po' vive con una ragazza eccezionalmente bella, Fey, in una rovina fatiscente del Lussemburgo. Nell'unica stanza abitabile ci sono una ventina di foto di ragazzi, uomini e alcune ragazze, ognuna barrata con inchiostro rosso. Davanti ad ogni foto c'è un mazzo di fiori di campo, ogni volta diversi. Philip aiuta Fey a raccogliere fiori sulle rocce ricoperte di vegetazione e questa diventa una sorta di gara nella quale si mette più volte in pericolo. Tornato tra le rovine, riflette sul viaggio che lo ha portato da Digne attraverso Parigi e Calais in Lussemburgo. Giunse a Parigi passando per Grenoble, dove si sistema in un ostello della gioventù. Inizialmente si sente un po' perso, finché non incontra l'irlandese Vivien. Trascorre una piacevole serata con lei, la sua amica Ellen, due australiani e un residente di Utrecht. Quando torna all'ostello della gioventù con Vivien, incontrano alcuni giovani lavoratori francesi che, dopo un dolcetto, li minacciano e chiedono soldi. Poiché Philip non ha soldi in tasca, Vivien deve rinunciare ai suoi. Filippo è preoccupato per la sua mancanza di virilità, ma quel sentimento scompare quando successivamente riesce a soddisfarla accarezzandola sotto un ponte. Il giorno successivo, Vivien lo porta nella sua tenda, ma prima che possano dormire insieme, arriva Ellen. Decidono di fare una gara con gli australiani e una ragazza americana, il cui obiettivo è essere i primi a raggiungere Calais in autostop il giorno successivo. È Filippo a vincere la partita. Non rivede Vivien fino al giorno successivo, in coda alla dogana al traghetto. Gli chiede di salutarla dalla spiaggia francese. Tuttavia, si addormenta lì. Quando si sveglia dopo poche ore, vede una ragazza cinese. Quando lui inizia a muoversi, lei si allontana e scompare dietro un pendio di dune.[1]
  - II capitolo - Philip ora cerca consapevolmente la ragazza, anche se non sa esattamente perché. Va a Bruxelles per caso, ma nessuno l'ha vista all'ostello della gioventù. Fa l'autostop fino in Lussemburgo. Anche qui di lei non c'è traccia. Decide di tornare a Parigi, finché non incontra Fey e cavalca con lei fino alle solite rovine.[1]
  - III capitolo - Con Fey alloggiano due ragazzi: il tedesco Heinz e il britannico John, che si fa chiamare Sargon. Filippo racconta di entrambi. Heinz, che soffre di epilessia e si identifica con Narciso, ha trascorso la sua infanzia in una scuola di un monastero, dove la vita ritualizzata e la comunità tra i ragazzi gli davano un senso di sicurezza e protezione. Rifiutato dall'esercito, durante la guerra volle entrare in monastero, non per vocazione, ma per appartenere a qualche posto. Neppure questo gli fu possibile, rifiutato a causa della sua malattia, dopo di che iniziò un girovagare che lo portò, tra l'altro, ad Arles, dove conobbe un certo Maventer. Sargon racconta del mito che ha costruito attorno alla voce di un giornalista radiofonico, che lo ha portato a trascurare il suo lavoro e ad essere licenziato. La voce portava a sogni confusi, incluso quello sull'uccello del paradiso impagliato Janet, che avrebbe voluto comprare da bambino con la sua ragazza Mary-Jane. Dopo la morte improvvisa del giornalista, ha deciso di realizzare il loro vecchio proposito. Tuttavia, Mary-Jane getta l'animale a terra e gli dice di scomparire. Comincia così a fare l'autostop e in Germania incontra Heinz, che cercava una ragazza con la faccia cinese. Da allora la cercano insieme.[1]
  - IV capitolo - La mattina dopo Philip vuole andarsene ma Fey lo convince a restare ancora un pò. Insieme giocano con la palla, e Fey identifica la palla con la fortuna. Sempre alla ricerca della ragazza, Filippo viaggia attraverso il Belgio, i Paesi Bassi e la Germania. Nel frattempo, Heinz e Sargon la cercano a sud. Al valico di frontiera con la Danimarca, sul passaporto di Filippo è timbrata la scritta "KRUSAA". Quando alza lo sguardo, vede Marcelle vicina, in piedi.[1]
  - V capitolo - Insieme fanno l'autostop per Copenaghen. La ragazza ha con sé due valigie piatte, contenenti i suoi spartiti, tra cui Scarlatti, Vivaldi e Paul Eluard. Philip, che sta al suo gioco, la presenta a E.E. Cummings, lo spagnolo Becquer e Paul van Ostaijen. Una settimana dopo, a Stoccolma, le dice che l'ama, al che la ragazza risponde che poi se ne andrà, perché vuole restare sola. Philip torna da suo zio, questa volta deliberatamente a mani vuote.[1]

## Critica
Ciò che sembra più sorprendente è che, visto con la conoscenza di oggi, lo scrittore Cees Nooteboom in questo libro aveva già anticipato tutti i temi principali che avrebbe poi sviluppato in seguito, cioè in particolare quello dello scrittore romantico che viaggia in lungo e in largo per il mondo, con la testa piena di cultura, storia e letteratura, qualcuno a cui vengono in modo naturale le giuste citazioni poetiche e le allusioni alla mitologia classica, qualcuno che si confronta sia con i vivi sia con i morti, come dimostrano le sue numerose visite alle tombe dei suoi predecessori.
Per certi versi si tratta della ricerca del paradiso terrestre, al quale tutti tendiamo e forse per trovarlo basta guardarsi vicino. La ricerca di un perché del mondo si snoda in vari luoghi e ogni incontro nasconde un storia che potrebbe essere vissuta in prima persona. Precorre l'abitudine che verrà anni dopo dell'autostop come viaggio d'iniziazione. Come la maggior parte delle opere di narrativa d'esordio, questo romanzo è la storia dolorosa di un amore trovato e poi perduto. Nooteboom mostra già una sorprendente padronanza del linguaggio e l'insofferenza per la mediocrità. L'incontro con un uomo grottescamente grasso di nome Maventer gli fa conoscere la storia di una ragazza per metà orientale scomparsa per trovare la vita dietro la prima realtà visibile, una vita tangibile e tremante. Quando Philip trova finalmente la ragazza in Danimarca vive una storia d'amore ma poi lei lo lascia, decisa a difendere la sua libertà. La tematica diverrà poi una tipologia comune nella letteratura. Nooteboom prese rapidamente le distanze dal suo debutto. Considerava migliore il suo romanzo successivo e che il libro sembrava essere stato scritto da qualcun altro che, guarda caso, porta lo stesso nome.

## Edizioni

### Edizione originale in olandese
- (NL) Cees Nooteboom, Philip en de anderen, Amsterdam, Querido, 1995, OCLC 781906562.

### Edizione in italiano
- Cees Nooteboom, Philip e gli altri, traduzione di David Santoro, postfazione di Rüdiger Safranski, Milano, Iperborea, 2005, ISBN 9788870911305, OCLC 799470955.

### Edizioni in altre lingue
- (EN) Cees Nooteboom, Philip and the others: a novel, Baton Rouge, Louisiana State University Press, 1988, OCLC 17440110.
- (ES) Cees Nooteboom, Philip y los otros, traduzione di Isabel-Clara Lorda Vidal, P. Gómez Carrizo, postfazione di Rüdiger Safranski, Madrid, Ediciones Siruela, S.A., 2010, OCLC 946105449.
- (SV) Cees Nooteboom, Philip och de andra, traduzione di Pietro Maglio, Henrik Petersen, Modernista, 2019, OCLC 1079012394.

## Riconoscimenti
Nel 1958 Nooteboom ricevette per questo suo primo libro il Premio Anna Frank (un premio letterario olandese assegnato dal 1957 al 1966).